# Żelkowo (stacja kolejowa)
Żelkowo – nieistniejąca stacja kolejowa w Żelkowie, w województwie pomorskim, w Polsce. Stacja była początkową dla wąskotorowej linii do Siecia-Wierzchocina oraz przelotową dla linii normalnotorowej ze Słupska do Cecenowa.